# Christoph Friedrich von der Osten
Christoph Friedrich von der Osten (* 6. September 1714 in Witzmitz; † 27. Juli 1777 in Witzmitz) war Landrat des Osten- und Blücherschen Kreises in Hinterpommern.

## Leben

### Herkunft
Er stammte aus der uradligen Familie von der Osten und war der älteste Sohn von Carl Curt von der Osten (1672–1724), Landrat des Osten- und Blücherschen Kreises, und dessen Gemahlin Dorothea Margarethe, einer geborenen von Maltzahn. 

### Werdegang
Christoph Friedrich von der Osten studierte Rechtswissenschaften, zunächst ab 1728 an der Universität Rostock und dann ab 1733 an der Universität Halle. 
Bereits 1733 wurde er Landrat des Osten- und Blücherschen Kreises. Er übte dieses Amt bis zu seinem Tode im Jahre 1777 aus. Sein Nachfolger im Amt wurde Friedrich Wilhelm von der Osten. 
Von den Gütern seines Vaters wurden Christoph Friedrich von der Osten im Jahre 1742 durch brüderlichen Erbvergleich Witzmitz B mit den dazugehörigen Gütern Wisbow B und Geiglitz B sowie ein Teil von Pinnow zugewiesen. Im Jahre 1764 gewann er durch einen Rechtsstreit auch den übrigen Teil von Pinnow, der in familienfremde Hände geraten war, für sich. Außerdem erhielt er 1742 den Ostenschen Anteil von Reselkow, verkaufte ihn aber bereits 1744 wieder.
Christoph Friedrich von der Osten war in erster Ehe mit Ilsabe Dorothea, einer geborenen von der Osten, verheiratet. Nach ihrem Tod heiratete er in zweiter Ehe Barbara Helena, eine geborene von Brüsewitz. Er hatte zwei Söhne. Seine Güter kamen nach seinem Tod an seine Witwe.